# صمامات الأمان في تكنولوجيا النانو
صمامات الأمان في تكنولوجيا النانو هي أجهزة أو ميزات متكاملة في تكنولوجيا النانو، والتي في حال حدوث أي فشل تستجيب على نحوٍ لا يؤدي إلى إلحاق أي ضرر، أو على الأقل إلى الحد الأدنى من الضرر، بأجهزة أو أفراد آخرين. تخضع مبادئ تأمين الأعطال للمعايير الوطنية والممارسات الهندسية، وهي تُستخدم على نطاقٍ واسع في التصميم الهندسي التقليدي. من الممكن تقليص مقياس الماكرو للمبادئ والأجهزة الآمنة من الفشل للتطبيقات المماثلة على مقياس النانو. يدعم استخدام صمامات الأمان في تطبيقات تكنولوجيا النانو القبول الاجتماعي لهذه التطبيقات من خلال تقليل المخاطر على المستخدمين؛ اعتبارًا من عام 2009، هناك طرق نظرية وعملية لتطبيق تصميمات تأمين الأعطال في تكنولوجيا النانو.
يتعلق التحدي الرئيسي للقبول الاجتماعي لتكنولوجيا النانو بالاستخدام الطبي للهياكل النانوية في جسم الإنسان. في حين أن أي هيكل للاستخدام الطبي سيطور ليكون متوافقًا حيويًا وغير ضار، يجب أن يأخذ التصميم الهندسي السليم في الاعتبار جميع احتمالات الفشل. وبالتالي، سيشمل التصميم أساليب للتعامل مع الهياكل في الجسم في حالة الفشل.

## الجسيمات النانوية الحديدية
يتطلع العديد من الباحثين إلى إنشاء روبوتات بمقياس النانو («روبوتات نانوية») بغرض القيام بمهام حيث لا يمكن استخدام سوى الروبوتات بمقياس النانو، على سبيل المثال استخدامها داخل جسم الإنسان. سيكون لهذه الروبوتات القدرة على بناء بنى نانوية أخرى أو إجراء عمليات طبية، وستُدخل في الجسم عن طريق الحقن. وستكون أغلفة الروبوتات والدارات من الجسيمات النانوية الحديدية بحيث يمكن استخدام الحقل المغناطيسي في منع حركتهم أو التلاعب بها. في حالة الفشل أو العطل، يمكن استخدام إي إم بّي صغير أو إم آر آي لإلغاء تنشيط الروبوتات النانوية. تعمل كلتا التقنيتين على إحداث حقل كهرومغناطيسي، ما يؤدي إلى تلف الذاكرة وقصر دارة أي جهاز إلكتروني داخل النطاق.

## الأحماض الأمينية
يتابع الباحثون بناء الهياكل النانوية باستخدام الأحماض الأمينية. تُنشأ الهياكل النانوية التي يجري إنشاؤها باستخدام أنواع اصطناعية فقط من الأحماض الأمينية، والتي تميز هذه الهياكل بجزيئات فريدة. تشكل هذه الأحماض الأمينية المهندسة بشكل أساسي البروتينات الاصطناعية التي تختلف عن البروتينات الموجودة بشكلٍ طبيعي في جسم الإنسان. هذا الاختلاف في الأحماض الأمينية المهندسة يجعل من السهل عزل هذه البروتينات واستهدافها. في حالة الفشل أو العطل، من الممكن تحديد هذه البروتينات باستخدام الجزيئات المستهدفة بشكلٍ خاص، والتي تعمل كعلَم للإشارة إلى موقع الهدف. بعد ذلك، ستُستخدم آلية أخرى لعزلها وإلغاء تنشيطها.

## الحمض النووي الصبغي (دنا)
يتفكك الدنا داخل أجسامنا بشكلٍ طبيعي، ويكرر نفسه، ويعيد بناء نفسه في كل مرة تنقسم فيها الخلية. يجري التحكم في جميع هذه العمليات وإتمامها بواسطة إنزيمات مختلفة. تتكون جزيئات الدنا من زوج نوكليوتيدات قاعدية متناظرة في تكوين لولبي مزدوج، ما يجعل هذه العمليات فعالة للغاية ودقيقة ويمكن التنبؤ بها. نظرًا لسهولة تصميم جزيئات الدنا فإن العديد من المنشورات في المجتمع الأكاديمي موجهة نحو إنشاء الهياكل النانوية باستخدامه. باستخدام الجهاز النانوي القائم على الحمض النووي الصبغي، يمكن إنشاء البروتينات الاصطناعية، المصممة لإلغاء تنشيط الجهاز النانوي. ستُحقن هذه البروتينات الاصطناعية في الجسم لكسر الدنا وجعل الجهاز النانوي غير ضار في حالة حدوث عطل.
تخدم البروتينات البيولوجية داخل جسم الإنسان ثلاث وظائف رئيسية: وهي اللبنات الهيكلية والإنزيمات وتسهل تأشير الخلية. يمكن تطوير البروتينات الاصطناعية كشكل من أشكال التأشير وإرفاقها بجهاز نانوي قائم على الحمض النووي الصبغي. سيُستخدم هذا التأشير بعد ذلك لغرض مراقبة الأجهزة النانوية في جسم الإنسان. إذا رُصدت جميع الأجهزة النانوية القائمة على الدنا عن كثب في جسم الإنسان، فيمكن التحكم فيها بسرعة في حالة حدوث عطل.